# Gnarosophia bellendenkerensis
Gnarosophia bellendenkerensis är en snäckart som först beskrevs av Brazier 1875.  Gnarosophia bellendenkerensis ingår i släktet Gnarosophia och familjen Camaenidae. Inga underarter finns listade i Catalogue of Life.